# Cephalotes notatus
Cephalotes notatus är en myrart som först beskrevs av Mayr 1866.  Cephalotes notatus ingår i släktet Cephalotes och familjen myror. Inga underarter finns listade.